# Гран-прі Тижня критики
Гран-прі Тижня критики — нагорода, яку присуджує фільмам Каннського міжнародного кінофестивалю Синдикат французьких кінокритиків на закритті Тижня критики.
Нагорода була заснована у 1946 році спеціально для присудження режисерові Жоржу Рук'є за його фільм Фарребік, або пори року, який було виключено з офіційного відбору кінофестивалю.

## Лауреати

### 1940-і-1990-ті
| Рік  | Фільм                   | Оригінальна назва              | Режисер                         | Країна |
| ---- | ----------------------- | ------------------------------ | ------------------------------- | ------ |
| 1946 | Фарребік, або пори року | Farrebique                     | Жорж Рук'є                      |        |
| 1951 | Диво в Мілані           | Miracle à Milan                | Вітторіо де Сіка                |        |
| 1953 | Канікули пана Юло       | Les Vacances de monsieur Hulot | Жак Таті                        |        |
| 1959 | Арайя                   | Araya                          | Марго Бенасерраф та П'єр Зегерс |        |
| 1959 | Хіросіма моя любов      | Hiroshima mon amour            | Ален Рене                       |        |
| 1960 | Солодке життя           | La dolce vita                  | Федеріко Фелліні                |        |
| 1960 | Дівоче джерело          | La Source                      | Інгмар Бергман                  |        |
| 1960 | Рокко та його брати     | Rocco et ses frères            | Лукіно Вісконті                 |        |
| 1961 | Хроніка одного літа     | Chronique d'un été             | Едгар Морен та Жан Руш          |        |
| 1974 | Ланселот Озерний        | Lancelot du Lac                | Робер Брессон                   |        |
| 1993 | Хронос                  | Cronos                         | Гільєрмо дель Торо              |        |
| 1994 | Клерки                  | Clerks: Les Employés modèles   | Кевін Сміт                      |        |
| 1995 | Погляд Улісса           | Le Regard d'Ulysse             | Тео Ангелопулос                 |        |

### 2000-і
| Рік  | Фільм                        | Оригінальна назва               | Режисер                      | Країна               |
| ---- | ---------------------------- | ------------------------------- | ---------------------------- | -------------------- |
| 2000 | Сука-любов                   | Amores perros                   | Алехандро Гонсалес Іньярріту | Мексика              |
| 2002 | Дихання                      | Respiro                         | Еммануеле Кріалезе           | Італія               |
| 2003 | Відколи поїхав Отар          | Depuis qu'Otar est parti…       | Жулі Бертучеллі              | Бельгія Франція      |
| 2004 | Вишивальниці                 | Brodeuses                       | Елеонора Фоче                | Франція              |
| 2004 | Мій скарб                    | אור                             | Керен Едайя                  | Ізраїль              |
| 2005 | Я і ти й усі, кого ми знаємо | Me and You and Everyone We Know | Міранда Джулай               | США                  |
| 2006 | Отруйні дружби               | Les Amitiés maléfiques          | Еммануель Бурдьє             | Франція              |
| 2007 | XXY                          | XXY                             | Лусія Пуенсо                 | Аргентина            |
| 2008 | Сніг                         | Snijeg                          | Айда Бегіч                   | Боснія і Герцеговина |
| 2009 | Прощавай, Гарі               | Adieu Gary                      | Нассім Амауш                 | Франція              |

### 2010-ті
| Рік  | Фільм               | Оригінальна назва    | Режисер                             | Країна                        |
| ---- | ------------------- | -------------------- | ----------------------------------- | ----------------------------- |
| 2010 | Панцерник           | Armadillo            | Янус Мец Педерсен                   | Данія                         |
| 2011 | Укриття             | Take Shelter         | Джефф Ніколс                        | США                           |
| 2012 | Тут і там           | Aquí y Allá          | Антоніо Мендез Еспарза              | Мексика                       |
| 2013 | Сальво              | Salvo                | Фабіо Грассадонія та Антоніо П'яцца | Італія                        |
| 2014 | Плем'я              | Плем'я               | Мирослав Слабошпицький              | Україна                       |
| 2015 | Пауліна             | Paulina              | Сантьяго Мітре                      | Аргентина                     |
| 2016 | Мімози              | Las Mimosas          | Олівер Лакс                         | Іспанія Марокко Франція Катар |
| 2017 | Макала              | Makala               | Еммануель Гра                       | Франція                       |
| 2018 | Діамантіно          | Diamantino           | Габріель Абрантеш та Данієль Шмідт  | Португалія Бразилія Франція   |
| 2019 | Я втратив своє тіло | J'ai perdu mon corps | Жеремі Клапен                       | Франція                       |